# Концерт (Валантен де Булонь)
 «Конце́рт»(англ. The concert at the bas-relief) — картина пензля італійського художника Валантена де Булонь, француза за походженням. Іноді її називають «Концерт біля низького рельєфу».

### Опис полотна
Художник не позначив ясно приміщення, де розмістив своїх персонажів. Але зрозуміло, що це не палац, а небагатий трактир. Про нешляхетність присутніх добре свідчать мармуровий камінь з низьком рельєфом, що дав одну з назв полотну. Камінь слугує нешляхетному товариству столом. Якщо це сутінки, то час вечері. Про нешляхетність вечері свідчать відсутність навіть дешевого посуду, обмаль їжі та невелика кількість дешевого вина, яке жадібно п'є підліток і яке наливає товариству вояк в металевих обладунках з червоними рукавами. Але головує в картині не їжа, а — музика. Здається, саме заради неї тут і зібралося товариство зі скрипалем, співаком, гитаристкою та лютнистом. Про занадто вільну поведінку зібрання свідчить поза скрипаля ліворуч, що присів на стіл на поклав ноги на стілець. Але музика так захопила присутніх, що їм ні до чого, як ні до чого і чорнявому хлопчиську, зачарованому мелодією.

### Провенанс
Картина належала французькому кардиналу Мазаріні, італійцю за походженням. Потім перейшла у власність до принца де Кариньян. Останнім володарем був Луї XVI.